# Metsaääre (Leisi)
Metsaääre – wieś w Estonii, w prowincji Sarema, w gminie Leisi.